# Scriptania distincta
Scriptania distincta är en fjärilsart som beskrevs av Köhler 1947. Scriptania distincta ingår i släktet Scriptania och familjen nattflyn. Inga underarter finns listade.